# Campeonato Europeu de Atletismo em Pista Coberta de 1990
O 21º Campeonato Europeu de Atletismo em Pista Coberta foi realizado no Kelvin Hall, em Glasgow, Reino Unido, nos dias 3 e 4 de março de 1990. 28 nações participaram do torneio com 370 atletas em 25 modalidades.

## Medalhistas
Masculino 
| Evento               | Ouro                      | Ouro     | Prata                        | Prata    | Bronze                                           | Bronze   |
| 60 m                 | Linford Christie (GBR)    | 6.56     | Pierfrancesco Pavoni (ITA)   | 6.59     | Jiří Valík (TCH)                                 | 6.63     |
| 200 m                | Sandro Floris (ITA)       | 21.01    | Nikolay Antonov (BUL)        | 21.04    | Bruno Marie-Rose (FRA)                           | 21.28    |
| 400 m                | Norbert Dobeleit (FRG)    | 46.08    | Jens Carlowitz (FRG)         | 46.09    | Cayetano Cornet (ESP)                            | 46.01    |
| 800 m                | Tom McKean (GBR)          | 1:46.22  | Tomás de Teresa (ESP)        | 1:47.22  | Zbigniew Janus (POL)                             | 1:47.37  |
| 1500 m               | Jens-Peter Herold (GDR)   | 3:44.39  | Fermín Cacho (ESP)           | 3:44.61  | Tony Morrell (GBR)                               | 3:44.83  |
| 3000 m               | Eric Dubus (FRA)          | 7:53.94  | Jacky Carlier (FRA)          | 7:54.75  | Branko Zorko (YUG)                               | 7:54.77  |
| 60 m barreiras       | Igors Kazanovs (URS)      | 7.52     | Tony Jarrett (GBR)           | 7.58     | Florian Schwarthoff (FRG)                        | 7.61     |
| 5000 m marcha        | Mikhail Shchennikov (URS) | 19:00.62 | Giovanni De Benedictis (ITA) | 19:02.90 | Axel Noack (GDR)                                 | 19:08.36 |
| salto em altura      | Artur Partyka (POL)       | 2.33     | Arturo Ortiz (ESP)           | 2.30     | Dietmar Mögenburg (FRG) · Gerd Nagel (FRG)       | 2.30     |
| salto com vara       | Rodion Gataullin (URS)    | 5.80     | Grigoriy Yegorov (URS)       | 5.75     | Hermann Fehringer (AUT) · Thierry Vigneron (FRA) | 5.70     |
| salto em comprimento | Dietmar Haaf (FRG)        | 8.11     | Emiel Mellaard (NED)         | 8.08     | Robert Emmiyan (URS)                             | 8.06     |
| triplo salto         | Igor Lapshin (URS)        | 17.14    | Oleg Sakirkin (URS)          | 16.70    | Tord Henriksson (SWE)                            | 16.69    |
| lançamento do peso   | Klaus Bodenmüller (AUT)   | 21.03    | Ulf Timmermann (GDR)         | 20.43    | Oliver-Sven Buder (GDR)                          | 20.20    |

Feminino 
| Evento               | Ouro                        | Ouro     | Prata                     | Prata    | Bronze                    | Bronze   |
| 60 m                 | Ulrike Sarvari (FRG)        | 7.10     | Laurence Bily (FRA)       | 7.13     | Nelli Fiere-Cooman (NED)  | 7.14     |
| 200 m                | Ulrike Sarvari (FRG)        | 22.96    | Natalya Kovtun (URS)      | 23.01    | Galina Malchugina (URS)   | 23.04    |
| 400 m                | Marina Shmonina (URS)       | 51.22    | Iolanda Oanta (ROM)       | 52.22    | Judit Forgács (HUN)       | 53.02    |
| 800 m                | Lyubov Gurina (URS)         | 2:01.63  | Sabine Zwiener (FRG)      | 2:02.23  | Lorraine Baker (GBR)      | 2:02.42  |
| 1500 m               | Doina Melinte (ROM)         | 4:09.73  | Sandra Gasser (SUI)       | 4:10.13  | Violeta Beclea (ROM)      | 4:10.44  |
| 3000 m               | Elly van Hulst (NED)        | 8:57.28  | Margareta Keszeg (ROM)    | 8:57.50  | Andrea Hahmann (GDR)      | 9:00.31  |
| 60 m barreiras       | Lyudmila Narozhilenko (URS) | 7.74     | Monique Ewanjé-Épée (FRA) | 7.84     | Mihaela Pogacian (ROM)    | 7.99     |
| 3000 m marcha        | Beate Anders (GDR)          | 11:59.36 | Ileana Salvador (ITA)     | 12:18.84 | Annarita Sidoti (ITA)     | 12:27.94 |
| salto em altura      | Heike Redetzky (FRG)        | 2.00     | Britta Vörös (GDR)        | 1.94     | Galina Astafei (ROM)      | 1.94     |
| salto em comprimento | Galina Chistyakova (URS)    | 6.85     | Olena Khlopotnova (URS)   | 6.74     | Helga Radtke (GDR)        | 6.66     |
| salto triplo         | Galina Chistyakova (URS)    | 14.14    | Helga Radtke (GDR)        | 13.63    | Ana Isabel Oliveira (POR) | 13.44    |
| lançamento do peso   | Claudia Losch (FRG)         | 20.64    | Natalya Lisovskaya (URS)  | 20.35    | Grit Hammer (GDR)         | 19.34    |

## Quadro de medalhas
| Ordem | País               | Medalha de ouro | Medalha de prata | Medalha de bronze | Total |
| ----- | ------------------ | --------------- | ---------------- | ----------------- | ----- |
| 1     | União Soviética    | 9               | 5                | 2                 | 16    |
| 2     | Alemanha Ocidental | 5               | 2                | 3                 | 10    |
| 3     | Alemanha Oriental  | 2               | 3                | 5                 | 10    |
| 4     | França             | 2               | 3                | 2                 | 7     |
| 5     | Reino Unido        | 2               | 1                | 2                 | 5     |
| 6     | Itália             | 1               | 3                | 1                 | 5     |
| 7     | Roménia            | 1               | 2                | 3                 | 6     |
| 8     | Países Baixos      | 1               | 1                | 1                 | 3     |
| 9     | Áustria            | 1               | 0                | 1                 | 2     |
| 9     | Polónia            | 1               | 0                | 1                 | 2     |
| 11    | Espanha            | 0               | 2                | 1                 | 3     |
| 12    | Bulgaria           | 0               | 1                | 0                 | 1     |
| 12    | Suíça              | 0               | 1                | 0                 | 1     |
| 14    | Tchecoslováquia    | 0               | 0                | 1                 | 1     |
| 14    | Hungria            | 0               | 0                | 1                 | 1     |
| 14    | Portugal           | 0               | 0                | 1                 | 1     |
| 14    | Iugoslávia         | 0               | 0                | 1                 | 1     |